# Ankaran
Ankaran (tal. Ancarano) je primorski gradić i sjedište istoimene općine na krajnjem jugozapadu Slovenije, nedaleko od Kopra i granice s Italijom. Udaljen je manje od 5 km od talijanskog grada Muggie, 6.5 km od Kopra i 33 km od najbližeg hrvatskog grada Buje. U Ankaranu i cijeloj njegovoj općini službeni jezici su slovenski i talijanski.

## Šport
- Športno društvo Ankaran
- NK Ankaran Hrvatini
- Kajak kanu klub Adria Ankaran
- Kajak kanu klub Ankaran Hrvatini
- OK Ankaran Hrvatini